# 嫁给大山的女人
嫁给大山的女人是根据河南襄城姑娘郜艳敏的真实事件改编而成。该片讲述18岁的打工女山菊被人贩子拐卖到大山，多次自杀未遂后，被公婆的善良感动，决心以善报善，支撑起这个风雨飘摇的家。后来为了改变山村贫穷的限制，解开大山里人们封闭落后的思想，当上了代课教师的故事。

## 争议
2015年，该片在网上引起了争议。该电影的情节是钟大爷凑钱从人贩子救下山菊姑娘，大爷的儿子喜欢姑娘但没有做出越轨行为。
而现实中郜艳敏被转卖、被强奸，再以2700元的价格卖到了太行山深处的河北保定曲阳县灵山镇下岸村，她的丈夫常喝醉了酒打她，影片与真实事件中完全不符，被指美化拐卖妇女现象。

## 评价
- 豆瓣评分2.1分，超过98%的用户打出一星评分。网友主要批评该片传播错误的价值观和歪曲事实。
- 主演王力可称接拍这电影是因为被女主公的遭遇所感动和震撼，并见过戏中主人公的原型郜艳敏并跟郜艳敏聊天，称郜艳敏是非常赞同拍摄这部片子，并且希望能通过这部影片，让世人了解到她的遭遇。王力可不希望诋毁这部电影[5]。2015年7月30日中午，王力可向大众道歉，表示以后会拒拍类似的电影。[6]
- 《盲山》导演李杨转发了网友指责《嫁给大山的女人》美化拐卖妇女案的微博，并回复“无语”，随后李杨又发文提到了自己在2007年的作品《盲山》，对网友们表示了感谢。
- 环球时报称像《嫁给大山的女人》和《阿霞》这样的电影电视剧，在观众心中已经是起反作用的负能量包袱，才应该被拦下播出。[7]

## 影响
- 2015年7月，关于嫁给大山的女人的讨论波及中国中央电视台寻人节目《等着我》和电视剧《阿霞》：
  - 电视剧《阿霞》由真实故事改编，讲述四川姑娘阿霞被骗到山西贫困山区后，不忍强奸羞辱打算自杀，被村民们救了，然后她发现强奸她的买主竟然在卖血给她补身体，于是她就感动了，甚至主动找到那个要强奸自己的男人嫁给了他，并帮助村民们共同致富。
  - 《等着我》中有一期一名孩子的生母因为自己被拐生下孩子而出走，后孩子自己去寻找母亲，这一期节目的宣传稿里不提拐卖，只说十三岁男孩寻亲被生母拒见。还有一期中一名女子因为丈夫家暴而离家出走，但是节目组帮助丈夫在找人，并且刊登了这个女性的照片。因为这几期节目《等着我》在网络上遭受批评。[8]

## 推广
- 2009年4月22日早上八点于CCTV-6播出。[9]
- 2009年8月31日，中共河北省委宣传部、河北省教育厅、河北省广播电影电视局、中國共青团河北省委、河北省妇联等5家单位联合发出通知，要求全省认真组织观看该片，全省各级电台、电视台、网站、报刊要积极配合影片推介，及时跟踪报道电影在各地放映过程中的社会效果。[10]